# قیوان (دهستان)
 قیوان  (در عربی:  القَیوان  ) نام دهستانی است در ناحیهٔ (باقُم الصَعدة)، در عزلهٔ (القیوان العالیة)، از توابع استان صَعده، در کشور یمن در شبه جزیره عربستان. 

## جمعیت
جمعیت این دهستان در حدود ( ۸۴۹۵ ) نفر و (۲۱ خانوار ) می‌باشد. 
مؤرخ:(الأکوع) می‌نویسد: قیوان یکی از مناطق نفوذ قبیلهٔ (بنی خولان) بوده‌است، و در دوران گذشته بنام (نجد قیوان) خوانده می‌شده‌است. همچنین این روستا در دوران پیشین (دارُ قیوان) نیز نامیده می‌شده‌است. در این باب شاعر الحارث بن عمرو الخولانی می‌سراید:
| و «دارُ بقیوان» لنا عِراها    |  | توارثها نسل الملوک القماقمُ  |
| ویسنم دار العّزُ من دُمنتی دفا |  | الی أثفل المِشار فرع التهائمُ |

## روستاها
روستاهای توابع این دهستان به شرح زیر می‌باشند:
- روستای   بَنی خولان العالیة
- روستای   بَنی خولان السافلة
- روستای   نَجد قیوان
- روستای    قریة قُمَم
- روستای   بلدة خولان